# 할로피툼
할로피툼(Halophytum ameghinoi)은 파타고니아에 자생하는 초본 식물 종의 하나이다. 한해 살이 다즙 식물로 잎은 홑잎의 다육질로 어긋나기를 한다. 자웅동주 단성화이다.
할로피툼속(Halophytum)은 할로피툼과(Halophytaceae)의 유일속으로 분류하기도 한다. 예를 들어, 2009년 APG III 분류 체계와 2003년 APG II 분류 체계는 이 과를 인정했으며, 진정쌍떡잎식물군의 석죽목으로 분류했다. 그러나 1998년 APG 분류 체계는 이 과를 인정하지 않고, 대신 명아주과로 분류했다.